# Parafia św. Józefa Oblubieńca Najświętszej Maryi Panny w Tiumeni
Parafia św. Józefa Oblubieńca Najświętszej Maryi Panny w Tiumeni – rzymskokatolicka parafia znajdująca się w Tiumeni, w diecezji Przemienienia Pańskiego w Nowosybirsku, w dekanacie zachodniosyberyjskim.

## Historia
Powstanie wspólnoty katolickiej w Tiumeni wiąże się z zesłaniami po powstaniu styczniowym. Powiększona została później przez dobrowolnych emigrantów głównie z terenów byłej Rzeczypospolitej. W 1897 w mieście mieszkało 481 katolików, z czego 380 było narodowości polskiej, a w okolicach Tiumeni 142 katolików, w tym 104 Polaków. Opiekę duszpasterską nad nimi sprawował kapłan z parafii Świętej Trójcy w Tobolsku. Nabożeństwa odbywały się w prywatnym domu. Pod koniec XIX w. Ministerstwo Spraw Wewnętrznych udzieliło zgody na budowę świątyni katolickiej w Tiumeni. W 1899 urząd miejski wydzielił działkę pod kościół. Został on wzniesiony w latach 1903 - 1906. W 1906 w mieście na stałe zamieszkał kapłan katolicki. Początkowo tiumeński kościół był filią parafii Świętej Trójcy w Tobolsku. W 1909 arcybiskup mohylewski Apolinary Wnukowski erygował parafię w Tiumeni. Należała ona do dekanatu omskiego archidiecezji mohylewskiej.
Po rewolucji październikowej nastały prześladowania katolików. W 1922 w ramach akcji konfiskaty majątku cerkiewnego i kościelnego bolszewicy ograbili kościół ze wszystkich cennych przedmiotów. Sam kościół został zamknięty i znacjonalizowany 16 grudnia 1929. Opiekę nad tiumeńskimi katolikami do czasu rozstrzelania w 1937 sprawował ks. Franciszek Budrys (do 1933 proboszcz tiumeński, następnie do śmierci dziekan permski). W 1923 parafia liczyła ok. 300 wiernych w mieście i ok. 500 w jego okolicach. W ramach operacji polskiej NKWD pod zarzutem szpiegostwa, dywersji i uczestnictwa w Polskiej Organizacji Wojskowej aresztowano 14 tiumeńskich katolików, z których 13 rozstrzelano, a jeden zmarł w 1944 w łagrze w Kańsku.
Parafia została ponownie zarejestrowana w 1993. Podjęto wówczas starania o zwrot kościoła, zakończone sukcesem w 1998. Poświęcenie odzyskanego kościoła przez administratora apostolskiego Syberii bpa Josepha Wertha SI miało miejsce 25 grudnia 1998. W kolejnych latach kościół przeszedł gruntowną renowację.

## Proboszczowie
- ks. Józef Underis (1906 - 1907) rektor
- ks. M. Veit (1907 - 1909) rektor
- ks. Franciszek Budrys (1909 - 1919)
- ks. M. Dąbrowski (1919 - 1920)
- ks. Franciszek Budrys (1922 - 1933)
- parafia nie działała
- ks. M. Sebin (1993 - 1995)
- ks. A. Romaniuk (1995)
- ks. K. Jóźwik (1995 - 1999)
- ks. Leszek Hryciuk (1999 - 2018)
- ks. Andrzej Marzec (2018 - nadal)